# Siła wyższa
Siła wyższa (łac. vis maior, ang. act of God – "wola boska", fr. force majeure, niem. höhere Gewalt) – ogólne określenie przyczyny sprawczej zdarzenia o charakterze przypadkowym lub naturalnym (żywiołowym), nie do uniknięcia, takiego, nad którym człowiek nie panuje (vis maior, quae humana infirmitas resistere non potest). 
"Siła wyższa" to zjawisko, które powoduje zwolnienie kogoś z odpowiedzialności. Jako przykład można podać pożar/ogień, powódź, huragan, trzęsienie ziemi, sztorm, śnieżyca itp. Siłą wyższą dla przedsiębiorstw komunikacyjnych, które w umowie deklarują przewiezienie kogoś, może być np. korek drogowy. Jeżeli w umowie zastrzeżono, że możliwe jest opóźnienie z powodu siły wyższej, to przedsiębiorstwo jest zwolnione z odszkodowania na rzecz przewożonej osoby.
Termin "siła wyższa" nie obejmuje jednak sytuacji, którym można było zapobiec, wiedząc o naturze jakiegoś zjawiska, np. nie można usprawiedliwić odpowiedzialności za śmierć dzieci podczas burzy, gdy opiekun kazał im schować się pod drzewem, w które następnie uderzył piorun, gdyż uderzenie pioruna w samotne drzewo jest przewidywalne i prawdopodobne.
Siła wyższa odgrywa znaczenie zwłaszcza w prawie cywilnym, kiedy jej zaistnienie może wyłączyć odpowiedzialność osoby za określone zdarzenie prawne.
W kontaktach między przedsiębiorstwami siła wyższa zwykle uchyla odpowiedzialność za powstałą szkodę i nie pociąga za sobą zerwania kontraktu lub rozwiązania umowy, chyba że zawarto odrębne porozumienie.

## Urlop z powodu działania siły wyższej
W 2023 roku w ramach unijnej dyrektywy 2019/1158 z dnia 20 czerwca 2019 r. w sprawie równowagi między życiem zawodowym a prywatnym rodziców i opiekunów wprowadzono do polskiego ustawodawstwa przepisy określające możliwość wzięcia urlopu z powodu działania siły wyższej w wymiarze dwóch dni lub zamiennie 16 godzin w skali roku. Regulacje zawarte w kodeksie pracy nie regulują jednak pojęcia siły wyższej, przy czym za jej działanie uznawane są przede wszystkim zdarzenia, na które człowiek nie miał i nie mógł mieć wpływu.